# Епанешников, Иван Николаевич
Иван Николаевич Епанешников (31 декабря 1853 (12 января 1854), Оренбургская губерния — после 1915) — генерал-лейтенант, командующий Оренбургской казачьей конно-артиллерийской бригадой (1907—1912) и Оренбургским 3-м казачьим полком (до 1906).

## Биография
Родился 31 декабря 1853 года в станице Донецкой первого военного отдела Оренбургского казачьего войска. Окончил Орловскую Бахтина военную гимназию, после чего поступил во 2-е военное Константиновское училище, из которого выпустился по первому разряду. Позднее он также закончил и Офицерскую артиллерийскую школу (с официальной пометкой «успешно»).
1 сентября 1870 года приступил к воинской службе в Русской императорской армии (РИА). Получил звание хорунжего через неполные два года, в июне 1872 — с формулировкой «за отличие». Стал сотником в декабре 1876, причём со старшинством на 4,5 года раньше (с июля 1872, за отличие). Дослужился до есаула в декабре 1881 года (за отличие), а войсковым старшиной он стал в октябре 1893 (также за отличие). Получил чин полковника в марте 1900 года, а генерал-майора — в марте 1907. Закончил службу в чине генерал-лейтенанта, полученным им 14 апреля 1913 года «за отличие» со старшинством с 31 мая 1913 года.
По состоянию на сентябрь 1892 года служил командиром 4-й льготной Оренбургской казачьей батареи. После этого он 6 лет и 4 месяца, начиная с 15 октября 1893 года, был во главе 2-й Оренбургской казачьей батареи. До середины марта 1906 года командовал Оренбургским 3-м казачьим полком.
С марта 1906 по ноябрь 1907 года являлся атаманом родного для него первого военного отдела Оренбургского казачьего войска. Затем под его командование была передана Оренбургская казачья конно-артиллерийская бригада. С 12 ноября 1912 по 21 декабря 1915 года занимал пост инспектора артиллерии 5-го армейского корпуса РИА.
За свою продолжительную службу успел принять участие в Среднеазиатских походах русской армии: в Кокандском походе 1875—1876 годов и походе к Бухарской границе в 1878. Кроме того он был участником Первой мировой войны: с февраля 1915 года состоял в резерве чинов при штабе Двинского военного округа.
Вышел в отставку 13 августа 1915 года.

## Награды
- Орден Святого Станислава 3-й степени с мечами и бантом (1875).
- Орден Святой Анны 3-й степени с мечами и бантом (1876).
- Орден Святого Владимира 4-й степени с мечами и бантом (1876).
- Орден Святого Владимира 3-й степени (1905).
- Орден Святого Станислава 1-й степени (1910).
- Орден Святой Анны 2-й степени (1891).
- Орден Святой Анны 1-й степени (1915).
- Светло-бронзовая медаль «За покорение ханства Кокандского 1875—1876 гг.»[3].

## Семья
Жена: Клавдия Васильевна — уроженка Уфимской губернии.
Дети: один сын и три дочери
- Мария (род. 1892)[3]